# Rutland (Vermont)
Rutland es una ciudad ubicada en el condado de Rutland en el estado estadounidense de Vermont. En el año 2010 tenía una población de 16,495 habitantes y una densidad poblacional de 803 personas por km².

## Geografía
Rutland se encuentra ubicada en las coordenadas 43°36′32″N 72°58′47″O / 43.60889, -72.97972.

## Demografía
Según la Oficina del Censo en 2000 los ingresos medios por hogar en la localidad eran de $30,478 y los ingresos medios por familia eran $41,561. Los hombres tenían unos ingresos medios de $29,457 frente a los $23,688 para las mujeres. La renta per cápita para la localidad era de $17,075. Alrededor del 10.3% de la población estaban por debajo del umbral de pobreza.